# Симеон Симеонов (оперен певец)
Симеон Симеонов е български оперен певец.
Роден е на 15 ноември 1949 г. в Сандански. Завършва Музикалната академия в София при преподавателката Реса Колева.
След това работи в Музикално-драматичния театър „Константин Кисимов“ във Велико Търново. От 1985 година е в Старозагорската опера, където в продължение на 21 сезона е сред водещите тенори. Съвместно с Петър Ганев издава девет албума с музика от Петър Дънов.